# 상주군 갑
상주군 갑은 대한민국의 옛 국회의원 선거구이다. 당시 경상북도 상주군의 일부 지역을 관할했다.

## 역사
제헌 국회의원 선거를 앞두고 상주군의 일부 지역을 관할하는 선거구로 신설되었다. 신설 당시 상주군 상주읍, 사벌면, 중동면, 낙동면, 청리면, 공성면, 외남면 지역을 관할했다.
제6대 국회의원 선거를 앞두고 상주군 갑, 을 선거구를 통합하여 상주군 단독 선거구를 이루게 됨에 따라 폐지되었다.

## 역대 국회의원
| 선거   | 정당 | 정당               | 의원   |
| ------ | ---- | ------------------ | ------ |
| 1948년 |      | 대한독립촉성국민회 | 한암회 |
| 1950년 |      | 무소속             | 박성우 |
| 1954년 |      | 무소속             | 김달호 |
| 1958년 |      | 자유당             | 조광희 |
| 1960년 |      | 민주당             | 홍정표 |

## 역대 선거 결과

### 대한민국 제헌 국회의원 선거
|  | 36.79% |

|  | 34.83% |

|  | 16.41% |

|  | 11.95% |

### 대한민국 제2대 국회의원 선거
|  | 27.39% |

|  | 17.55% |

|  | 13.52% |

|  | 13.12% |

|  | 10.65% |

|  | 4.58% |

|  | 4.45% |

|  | 3.48% |

|  | 2.41% |

|  | 2.02% |

|  | 0.78% |

### 대한민국 제3대 국회의원 선거
|  | 23.94% |

|  | 22.89% |

|  | 16.23% |

|  | 10.75% |

|  | 10.09% |

|  | 6.45% |

|  | 5.04% |

|  | 1.64% |

|  | 1.53% |

|  | 1.38% |

|  | 0% |

|  | 0% |

### 대한민국 제4대 국회의원 선거
|  | 44.42% |

|  | 39.43% |

|  | 12.27% |

|  | 3.87% |

### 대한민국 제5대 국회의원 선거
|  | 47.29% |

|  | 39.34% |

|  | 13.35% |